# بيت جالا المتحدة
بيت جالا المتحد قائمة مشتركة لحركة فتح وحزب الشعب الفلسطيني للانتخابات البلدية في مايو 2005 في بيت جالا في الضفة الغربية. حصلت القائمة على ستة مقاعد. كان المرشح الأول في القائمة راجي جورج جاد الله زيدان. انتخب أحد أعضاء حزب الشعب الفلسطيني والباقي ينتمون إلى حركة فتح.